# Ali Elkekli
Ali Elkekli (* 4. September 1989) ist ein libyscher Gewichtheber.

## Karriere
Elkekli war 2009 Junioren-Afrikameister. 2011 erreichte er bei den Panarabischen Spielen den vierten Platz in der Klasse bis 85 kg. Bei den Afrikameisterschaften 2012 gewann er die Goldmedaille und er gehörte zum Kader für die Olympischen Spiele in London. Kurz vor den Spielen wurde er allerdings bei einer Trainingskontrolle positiv auf Stanozolol getestet und für zwei Jahre gesperrt. Nach seiner Sperre gewann Elkekli 2014 bei den ersten Afrika-Asien-Meisterschaften Gold.